# Hyospathe frontinensis
Hyospathe frontinensis är en enhjärtbladig växtart som beskrevs av Andrew James Henderson. Hyospathe frontinensis ingår i släktet Hyospathe och familjen Arecaceae.
Artens utbredningsområde är Colombia. Inga underarter finns listade i Catalogue of Life.